# Astacilla intermedia
Astacilla intermedia is een pissebed uit de familie Arcturidae. De wetenschappelijke naam van de soort is voor het eerst geldig gepubliceerd in 1841 door Goodsir.